# Canchy
Canchy é uma comuna francesa na região administrativa da Normandia, no departamento Calvados. Estende-se por uma área de 5,65 km². Em 2010 a comuna tinha 206 habitantes (densidade: 36,5 hab./km²).